# Parepisparis rasimargo
Parepisparis rasimargo är en fjärilsart som beskrevs av W. Warren 1907. Parepisparis rasimargo ingår i släktet Parepisparis och familjen mätare. Inga underarter finns listade i Catalogue of Life.